# HD207052
HD207052 — хімічно пекулярна зоря спектрального класу
A1 й має  видиму зоряну величину в смузі V приблизно  5,5.
Вона  розташована на відстані близько 293,8 світлових років від Сонця.

## Фізичні характеристики
Зоря HD207052 обертається 
дуже швидко 
навколо своєї осі. Проєкція її екваторіальної швидкості на промінь зору становить  Vsin(i)=191км/сек.